# Большая Речка (приток Укратуса)
Большая Речка — река в Тевризском районе Омской области России. Устье реки находится в 16 км по правому берегу реки Укратус. Длина реки составляет 17 км.

## Данные водного реестра
По данным государственного водного реестра России относится к Иртышскому бассейновому округу, водохозяйственный участок реки — Иртыш от впадения реки Омь до впадения реки Ишим, без реки Оша, речной подбассейн реки — бассейны притоков Иртыша до впадения Ишима. Речной бассейн реки — Иртыш.